# Tatarská kuchyně

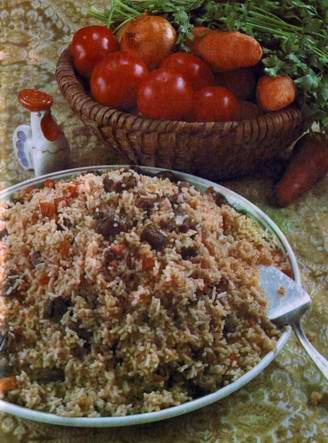
Pilaw

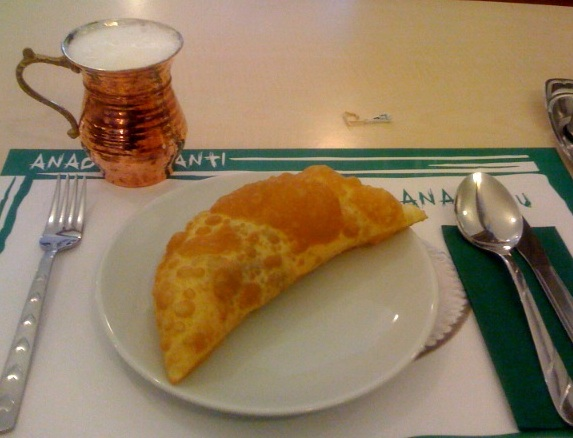
Čeburek podávaný s ajranem

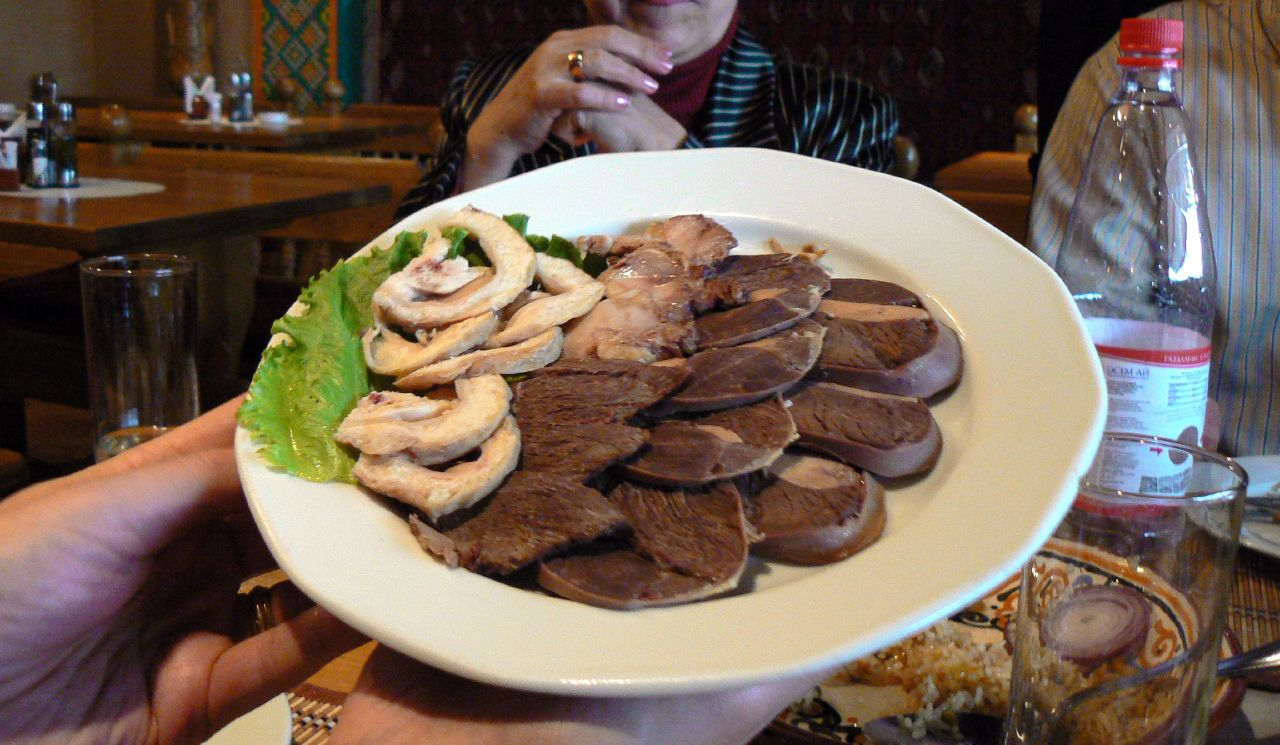
Koňská klobása, nakrájená

Tatarská kuchyně (tatarsky: Татар милли ризыклары) je tradiční kuchyní povolžských Tatarů a Tatarstánu. V mnoha ohledech je blízká středoasijským kuchyním, byla ale ovlivněna i kuchyněmi ostatních národů (např. udmurtskou), ale převážně ruskou kuchyní, která se v Tatarstánu také běžně podává.
V Tatarstánu a Povolží je poměrně úrodná půda, díky ní se v tatarské kuchyni používá hodně obilovin, rýže, zeleniny (cibule, mrkev, řepa, zelí, okurka), ovoce (které se často suší, nejčastěji jablka, třešně, maliny a rybíz). Používá se také hodně masa, nejčastěji hovězí, ale i drůbeží nebo koňské. Paradoxně se neužívá množství ryb. V místních chovech je rozšířena drůbež (kuřata, husy), oblíbeným pokrmem jsou vejce, která se konzumují v různých úpravách. Dále je zde produkován med, mléčné výrobky a sbírají se i lesní plody (bobule, vlašské ořechy, chmel, máta...).
Tatarský biftek a tatarská omáčka navzdory názvům z tatarské kuchyně nepocházejí.

## Příklady tatarských pokrmů
Příklady tatarských pokrmů:
- Pilaw, kořeněná rýžová směs s masem a zeleninou
- Pirohy, kapsy plněné masem a zeleninou a pečené
- Pelmeně, vařené kapsy plněné masem a zeleninou
- Čeburek, velká plněná smažená kapsa, podobná španělské empanadě
- Klobásy, nejčastěji z koňského masa
- Gubadiya, sladko-slaný koláč se sýrem a masem
- Vývar (şulpa) je základem mnoha polévek, například do nudlové
- Palačinky, připravují se v mnoha podobách
- Zur beliš, masový koláč
- Čak-čak, válečky z máslové těsta, smažené, polité sirupem
- Azu, dušené hovězí maso (někdy se používá také skopové maso nebo koňské maso), které se nakrájí na nudličky a dusí se s cibulí, rajským protlakem, kvašenou okurkou a bramborami

## Příklady tatarských nápojů
Příklady tatarských nápojů:
- Čaj
- Ajran a kumys, kysané nápoje z mléka
- Šerbet, nealkoholický sladký nápoj z medu a ovoce